# Czyżacha
Czyżacha (biał. Чыжаха; ros. Чижаха, Cziżacha) – wieś na Białorusi, w obwodzie mińskim, w rejonie berezyńskim, w sielsowiecie Bahuszewiczy. W 2009 roku liczyła 180 mieszkańców.